# Euploea amantia
Euploea amantia är en fjärilsart som beskrevs av Hans Fruhstorfer 1910. Euploea amantia ingår i släktet Euploea och familjen praktfjärilar. Inga underarter finns listade i Catalogue of Life.